# Глейберман, Оуэн
О́уэн Гле́йберман (англ. Owen Gleiberman, род. 24 февраля 1959, Лозанна, Швейцария) — американский кинокритик, с мая 2016 года был главным кинокритиком журнала Variety, этот должность он разделяет с Питером Дебрюжем. Ранее, с 1990 по 2014 год, Глейберман писал для Entertainment Weekly. С 1981 по 1989 год он писал для The Phoenix.

## Ранние годы и образование
Глейберман родился в Лозанне, Швейцария, в еврейско-американской семье. Он вырос в Анн-Арборе, штат Мичиган, и является выпускником Мичиганского университета.

## Карьера
Работы Глейбермана были опубликованы в журналах Premiere и Film Comment и собраны в антологии кинокритики «Love and Hisses». Глейберман — обозреватель фильмов в NPR и NY1. Он является членом Сообщества кинокритиков Нью-Йорка. Он является одним из критиков, снявшихся в документальном фильме Джеральда Пири 2009 года «Из любви к кино: история американской кинокритики». Автобиография Глейбермана «Movie Freak» была опубликована издательством Hachette Books. Он и его жена Шэрон живут в Нью-Йорке со своими тремя дочерьми.
В 2016 году Глейберман спровоцировал полемику по поводу фрагмента фильма «Бриджит Джонс 3», в котором критиковал внешний вид лица актрисы Рене Зеллвегер. Актриса и активистка MeToo Роуз Макгоуэн написала статью в «The Hollywood Reporter», защищающую Зеллвегер и критикующую Глейбермана.